# Gouvernement Legault
Monarchie constitutionnelle à 
régime parlementaire
Gouvernement Philippe Couillard 
Le gouvernement François Legault  est le cabinet ministériel formé par la Coalition avenir Québec et son chef François Legault depuis sa victoire lors des élections générales québécoises de 2018. 
Le 1er octobre 2018, la CAQ remporte 74 députés à l'Assemblée nationale, soit 61% des sièges.  Son chef, Francois Legault, devient ainsi premier ministre. 
La composition du gouvernement Legault est annoncée aux citoyens le 18 octobre 2018. Il succède ainsi au gouvernement Philippe Couillard.
À la suite des élections générales québécoises de 2022, son mandat est renouvelé par les citoyens. La CAQ dispose maintenant de 90 députés à l'Assemblée nationale.

## Premier cabinet (octobre 2018-octobre 2022)

### Composition initiale (18 octobre 2018)
| Fonctions, | Titulaire             |
| --- | --------------------- |
| Premier ministre Ministre responsable des dossiers jeunesse Ministre responsable des Relations avec les Québécois d’expression anglaise              | François Legault      |
| Vice-première ministre Ministre de la Sécurité publique                                                                                              | Geneviève Guilbault   |
| Ministre de la Santé et des Services sociaux | Danielle McCann       |
| Ministre des Finances | Eric Girard           |
| Ministre de l'Économie et de l'Innovation | Pierre Fitzgibbon     |
| Président du Conseil du Trésor Ministre responsable de l'Administration gouvernementale                                                              | Christian Dubé        |
| Vice-président du Conseil du Trésor Ministre délégué à la Transformation numérique gouvernementale                                                   | Éric Caire            |
| Ministre de l'Éducation et de l'Enseignement supérieur                                                                                               | Jean-François Roberge |
| Ministre de la Culture et des Communications Ministre responsable de la Langue française                                                             | Nathalie Roy          |
| Ministre de la Justice Ministre responsable des Relations canadiennes et de la Francophonie canadienne Ministre responsable de la Condition féminine | Sonia LeBel           |
| Ministre de l'Immigration, de la Diversité et de l'Inclusion                                                                                         | Simon Jolin-Barrette  |
| Ministre de l'Environnement et de la Lutte contre les changements climatiques                                                                        | MarieChantal Chassé   |
| Ministre des Transports | François Bonnardel    |
| Ministre de la Famille | Mathieu Lacombe       |
| Ministre des Affaires municipales et de l'Habitation                                                                                                 | Andrée Laforest       |
| Ministre de l'Agriculture, des Pêcheries et de l'Alimentation                                                                                        | André Lamontagne      |
| Ministre des Forêts, de la Faune et des Parcs | Pierre Dufour         |
| Ministre des Relations internationales et de la Francophonie                                                                                         | Nadine Girault        |
| Ministre de l'Énergie et des Ressources naturelles                                                                                                   | Jonatan Julien        |
| Ministre du Travail, de l'Emploi et de la Solidarité sociale                                                                                         | Jean Boulet           |
| Ministre du Tourisme | Caroline Proulx       |
| Ministre responsable des Aînés et des Proches aidants                                                                                                | Marguerite Blais      |
| Ministre responsable des Affaires autochtones | Sylvie D'Amours       |
| Ministre délégués |                       |
| Ministre délégué à la Santé et aux Services sociaux                                                                                                  | Lionel Carmant        |
| Ministre déléguée à l'Éducation | Isabelle Charest      |
| Ministre déléguée des Transports Ministre responsable de la Métropole et de la région de Montréal                                                    | Chantal Rouleau       |
| Ministre déléguée au Développement économique régional                                                                                               | Marie-Eve Proulx      |
| Ministres responsables des régions |                       |
| Abitibi-Témiscamingue | Pierre Dufour         |
| Bas-St-Laurent | Marie-Eve Proulx      |
| Capitale-Nationale | Geneviève Guilbault   |
| Centre-du-Québec | André Lamontagne      |
| Chaudière-Appalaches | Marie-Eve Proulx      |
| Côte-Nord | Jonatan Julien        |
| Estrie | François Bonnardel    |
| Gaspésie–Îles-de-la-Madeleine | Marie-Eve Proulx      |
| Lanaudière | Pierre Fitzgibbon     |
| Laurentides | Sylvie D'Amours       |
| Laval | Eric Girard           |
| Mauricie | Jean Boulet           |
| Montérégie | Christian Dubé        |
| Montréal | Chantal Rouleau       |
| Nord-du-Québec | Pierre Dufour         |
| Outaouais | Mathieu Lacombe       |
| Saguenay–Lac-Saint-Jean | Andrée Laforest       |
| Fonctions parlementaires |                       |
| Leader parlementaire | Simon Jolin-Barrette  |
| Whip en chef du gouvernement | Eric Lefebvre         |
| Président du caucus | Mario Laframboise     |

### Remaniements

#### Remaniement du 8 janvier 2019
- Benoit Charette (Deux-Montagnes) : ministre de l'Environnement et de la Lutte contre les changements climatiques

#### Remaniement du 5 février 2019
- Isabelle Charest (Brome-Missisquoi) : ministre responsable de la Condition féminine ; ministre déléguée à l'Éducation.

#### Remaniement du 4 septembre 2019
- Simon Jolin-Barrette (Borduas) : ministre de l'Immigration, de la Francisation et de l'Intégration ; ministre responsable de la Langue française.

#### Remaniement du 22 juin 2020
- Christian Dubé (La Prairie) : ministre de la Santé et des Services sociaux.
- Sonia LeBel (Champlain) : ministre responsable de l’Administration gouvernementale ; présidente du Conseil du Trésor ; ministre responsable des Relations canadiennes et de la Francophonie canadienne ; ministre responsable des Institutions démocratiques et de la Réforme électorale.
- Simon Jolin-Barrette (Borduas) : ministre de la Justice ; ministre responsable de la Langue française ; ministre responsable de la Laïcité et de la Réforme parlementaire ; ministre responsable de l'Accès à l'information et de la Protection des renseignements personnels ; leader parlementaire du gouvernement.
- Danielle McCann (Sanguinet) : ministre de l'Enseignement supérieur.
- Nadine Girault (Bertrand) : ministre des Relations internationales et de la Francophonie ; ministre de l'Immigration, de la Francisation et de l'Intégration.

#### Remaniement du 9 octobre 2020
- Ian Lafrenière (Vachon) : ministre responsable des Affaires autochtones.

#### Remaniement du 16 décembre 2020
- François Legault : premier ministre ; ministre responsable des dossiers jeunesse, ministre responsable des Relations avec les québécois d'expression anglaise ; ministre responsable de l'Internet haute vitesse et des projets spéciaux de connectivité[8],[9].

#### Remaniement du 21 janvier 2021
- Éric Caire (La Peltrie) : ministre délégué à la Transformation numérique gouvernementale ; ministre responsable de l'Accès à l'information et de la Protection des renseignements personnels.

#### Remaniement du 24 février 2021
- Benoit Charette (Deux-Montagnes) : ministre de l'Environnement et de la Lutte contre les changements climatiques ; ministre responsable de la Lutte contre le racisme.
- Lucie Lecours (Les Plaines) : ministre déléguée à l'Économie.
- Jonatan Julien (Charlesbourg) : ministre de l'Énergie et des Ressources naturelles ; ministre responsable de la Côte-Nord ; ministre responsable de la Gaspésie et des Îles-de-la-Madeleine.

#### Remaniement du 2 juin 2021
- Eric Girard (Groulx) : ministre des Finances et ministre de l'Économie et de l'Innovation par intérim.

#### Remaniement du1erseptembre 2021
- Pierre Fitzgibbon (Terrebonne) : ministre de l'Économie et de l'Innovation ; ministre responsable du Développement économique régional[10]

#### Remaniement du 24 novembre 2021
- Jean Boulet (Trois-Rivières) : ministre du Travail, de l'Emploi et de la Solidarité sociale ; ministre de l'Immigration, de la Francisation et de l'Intégration[11].

#### Remaniement du1erjanvier 2022
- Éric Caire (La Peltrie) : ministre de la Cybersécurité et du Numérique ; vice-président du Conseil du trésor ; ministre responsable de l’Accès à l’information et de la Protection des renseignements personnels[12].

#### Remaniement du1erjuin 2022
- Simon Jolin-Barrette : ministre de la Langue française[13].

## Deuxième cabinet (octobre 2022-)

### Composition initiale (20 octobre 2022)
Le deuxième cabinet se compose de 30 ministres. Plusieurs ministères sont dissous ou modifiés comme celui de l'Énergie et des Ressources naturelles (créé en 2014), des Forêts, de la Faune et des Parcs (créé en 2014) et du Travail, de l'Emploi et de la Solidarité sociale (créé en 2015). D'autres voient leur direction prise par plus d'un ministre, alors qu'il était plutôt usuel qu'ils soient dirigés par un seul ministre, tel que celui des Affaires municipales et de l'Habitation et celui de l'Emploi et de la Solidarité sociale (avant sa fusion avec le ministère du Travail).
| Fonction(s) | Titulaire                 |
| --- | ------------------------- |
| Premier ministre | François Legault          |
| Vice-première ministre Ministre des Transports et de la Mobilité durable | Geneviève Guilbault       |
| Ministre de la Sécurité Publique Ministre responsable de la région de l'Estrie | François Bonnardel        |
| Ministre de la Santé | Christian Dubé            |
| Ministre des Finances Ministre responsable des Relations avec les Québécois d'expression anglaise | Eric Girard               |
| Ministre de l'Économie, de l'Innovation et de l'Énergie Ministre responsable du Développement économique régional Ministre responsable de la Métropole et de la région de Montréal | Pierre Fitzgibbon         |
| Présidente du Conseil du Trésor Ministre responsable de l'Administration gouvernementale | Sonia LeBel               |
| Ministre de l'Éducation Ministre responsable de la région de la Chaudière-Appalaches | Bernard Drainville        |
| Ministre de l'Enseignement supérieur | Pascale Déry              |
| Ministre de la Culture et des Communications Ministre responsable de la Jeunesse Ministre responsable de la région de l'Abitibi-Témiscamingue et de la région de l'Outaouais | Mathieu Lacombe           |
| Ministre de la Justice Leader parlementaire du gouvernement | Simon Jolin-Barrette      |
| Ministre de la Langue française Ministre responsable des Relations canadiennes et de la Francophonie canadienne Ministre responsable des Institutions démocratiques Ministre responsable de l'Accès à l'information et de la Protection des renseignements personnels Ministre responsable de la Laïcité | Jean-François Roberge     |
| Ministre de l'Immigration, de la Francisation et l'Intégration | Christine Fréchette       |
| Ministre de l'Environnement, de la Lutte contre les changements climatiques, de la Faune et des Parcs Ministre responsable de la région des Laurentides | Benoit Charette           |
| Ministre de la Famille Ministre responsable de la région de la Montérégie | Suzanne Roy               |
| Ministre des Affaires municipales Ministre responsable de la région du Saguenay–Lac-Saint-Jean | Andrée Laforest           |
| Ministre de l'Agriculture, des Pêcheries et de l'Alimentation Ministre responsable de la région du Centre-du-Québec | André Lamontagne          |
| Ministre des Relations internationales et de la Francophonie Ministre responsable de la Condition féminine | Martine Biron             |
| Ministre des Ressources naturelles et des Forêts Ministre responsable de la région du Bas-Saint-Laurent et de la région de la Gaspésie–Îles-de-la-Madeleine | Maïté Blanchette Vézina   |
| Ministre du Travail Ministre responsable de la région de la Mauricie et de la région du Nord-du-Québec | Jean Boulet               |
| Ministre de l'Emploi Ministre responsable de la région de la Côte-Nord | Kateri Champagne Jourdain |
| Ministre du Tourisme Ministre responsable de la région de Lanaudière | Caroline Proulx           |
| Ministre de la Cybersécurité et du Numérique Leader parlementaire adjoint du gouvernement | Éric Caire                |
| Ministres responsables |                           |
| Ministre responsable des Services sociaux | Lionel Carmant            |
| Ministre responsable de l'Habitation | France-Élaine Duranceau   |
| Ministre responsable des Relations avec les Premières Nations et les Inuits | Ian Lafrenière            |
| Ministre responsable du Sport, du Loisir et du Plein air | Isabelle Charest          |
| Ministre responsable des Infrastructures Ministre responsable de la région de la Capitale-Nationale | Jonatan Julien            |
| Ministre responsable de la Solidarité sociale et de l'Action communautaire | Chantal Rouleau           |
| Ministres délégués |                           |
| Ministre déléguée à la Santé et aux Aînés | Sonia Bélanger            |
| Ministre délégué à l'Économie Ministre responsable de la Lutte contre le racisme Ministre responsable de la région de Laval | Christopher Skeete        |
| Participent également au Conseil des ministres |                           |
| Whip en chef du gouvernement | Eric Lefebvre             |
| Président du caucus | Mario Laframboise         |

### Remaniements

#### 20 octobre 2023
- Jean Boulet (Trois-Rivières) : ministre responsable de la région de l'Abitibi-Témiscamingue.

#### 16 avril 2024
- Mario Laframboise (Blainville) : whip en chef du gouvernement.

#### 17 avril 2024
- François Jacques (Mégantic) : président du caucus.

#### 5 septembre 2024
- Christine Fréchette (Sanguinet) : ministre de l'Économie, de l'Innovation et de l'Énergie ; ministre responsable du Développement économique régional ; ministre responsable de la métropole et de la région de Montréal[15].
- Jean-François Roberge (Chambly) : ministre de l'Immigration, de la Francisation et l'Intégration. Roberge conserve le ministère de la Langue française et ses autres postes.

#### 28 janvier 2025
- Simon Jolin-Barrette (Borduas) : ministre responsable des Relations canadiennes. Jean-François Roberge conserve la Francophonie canadienne[16].
- Sonia Bélanger (Prévost) : ministre responsable de la région des Laurentides.

#### 28 février 2025
- Gilles Bélanger (Orford) : ministre de la Cybersécurité et du Numérique[17].
- François Bonnardel (Granby) : leader parlementaire adjoint du gouvernement[18].

## Principales réalisations

### Lois du gouvernement Legault
Le gouvernement Legault a fait adopter les grandes lois suivantes à l'Assemblée Nationale :
| Nom | Défendue par le Ministre | Adoption          | Domaine               |
| --- | ------------------------ | ----------------- | --------------------- |
| Loi modifiant les règles encadrant la nomination et la destitution du commissaire à la lutte contre la corruption, du directeur général de la Sûreté du Québec et du directeur des poursuites criminelles et pénales | Geneviève Guilbault      | 15 mai 2019       | Démocratie            |
| Loi concernant le transport rémunéré de personnes par automobile | Francois Bonnardel       | 10 octobre 2019   | Transport             |
| Loi modifiant la Loi sur les infirmières et les infirmiers et d’autres dispositions afin de favoriser l’accès aux services de santé                                                                                  | Danielle McCann          | 17 mars 2020      | Santé                 |
| Loi sur la laïcité de l'État | Simon Jolin-Barrette     | 16 juin 2019      | Laïcité               |
| Loi resserrant l’encadrement du cannabis | Lionel Carmant           | 1er novembre 2019 | Santé                 |
| Loi visant principalement à améliorer la transparence des entreprises | Jean Boulet              | 3 juin 2021       | Démocratie            |
| Loi visant à assurer la protection des stagiaires en milieu de travail | Jean Boulet              | 24 février 2022   | Travail               |
| Loi visant à renforcer la lutte contre la maltraitance envers les aînés et toute autre personne majeure en situation de vulnérabilité                                                                                | Marguerite Blais         | 5 avril 2022      | Dignité humaine       |
| Loi sur la langue officielle et commune du Québec, le français | Simon Jolin-Barrette     | 24 mai 2022       | Francais              |
| Loi renforçant la gouvernance des sociétés d’État et modifiant d’autres dispositions législatives | Eric Girard              | 3 juin 2022       | Fonction publique     |
| Loi sur les renseignements de santé et services sociaux | Éric Caire               | 29 mars 2023      | Numérique Santé       |
| Loi limitant le recours aux services d’une agence de placement de personnel et à de la main-d’œuvre indépendante dans le secteur de la santé et des services sociaux                                                 | Christian Dubé           | 20 avril 2023     | Travail Santé         |
| Loi sur l’encadrement du travail des enfants | Jean Boulet              | 1er juin 2023     | Enfance Travail       |
| Loi visant à lutter contre l’hébergement touristique illégal | Caroline Proulx          | 7 juin 2023       | Logement Tourisme     |
| Loi visant principalement à accroître la qualité de la construction et la sécurité du public | Jean Boulet              | 26 novembre 2024  | Construction          |
| Loi protégeant les consommateurs contre l’obsolescence programmée et favorisant la durabilité, la réparabilité et l’entretien des biens                                                                              | Simon Jolin-Barrette     | 3 octobre 2023    | Écologie Consommation |
| Loi visant à moderniser la profession notariale et à favoriser l’accès à la justice | Simon Jolin-Barrette     | 24 octobre 2023   | Justice               |
| Loi visant à rendre le système de santé et de services sociaux plus efficace | Christian Dubé           | 8 décembre 2023   | Santé                 |
| Loi visant à prévenir et combattre le harcèlement psychologique et la violence à caractère sexuel en milieu de travail                                                                                               | Jean Boulet              | 21 mars 2024      | Travail Santé         |
| Loi modifiant principalement le Code de la sécurité routière | Geneviève Guilbault      | 1 mai 2024        | Sécurité Routière     |
| Loi modernisant l’industrie de la construction | Jean Boulet              | 23 mai 2024       | Construction          |
| Loi sur le commissaire au bien-être et aux droits des enfants | Lionel Carmant           | 29 mai 2024       | Enfance               |
| Loi portant sur la réforme du droit de la famille et instituant le régime d’union parentale | Simon Jolin-Barrette     | 30 mai 2024       | Famille               |
| Loi visant à protéger les élus municipaux et à favoriser l’exercice sans entraves de leurs fonctions | Simon Jolin-Barrette     | 6 juin 2024       | Démocratie            |
| Loi limitant le droit d’éviction des locateurs et renforçant la protection des locataires aînés | France-Élaine Duranceau  | 6 juin 2024       | Logement              |
| Loi visant principalement à réduire la charge administrative des médecins | Jean Boulet              | 8 octobre 2024    | Travail Santé         |
| Loi instituant le Musée national de l’histoire du Québec | Mathieu Lacombe          | 10 octobre 2024   | Culture               |
| Loi protégeant les consommateurs contre les pratiques commerciales abusives et offrant une meilleure transparence en matière de prix et de crédit                                                                    | Simon Jolin-Barrette     | 7 novembre 2024   | Consommation          |
| Loi visant principalement à améliorer l’encadrement relatif aux étudiants étrangers | Jean-Francois Roberge    | 5 décembre 2024   | Immigration           |
| Loi favorisant l’exercice de la médecine au sein du réseau public de la santé et des services sociaux | Christian Dubé           | 24 avril 2025     | Santé                 |

### Autres mesures
Parmi les autres mesures marquantes, on retrouve : 
- l'abolition des commissions scolaires francophones et la création des centres de services scolaire (2020) ;
- durcissement des politiques provinciales en matière d'immigration, notamment à travers la réforme du Programme d'expérience québécoise (PEQ) (2020) et l'abandon raisonné du traitement de 18 000 dossiers d'immigration en attente[19] (2019 et suivant) ;
- Refus de reconnaître le racisme systémique. (2020)
- création d'un tribunal spécialisé en violences sexuelle et conjugale (2021)[20] ;
- Création d'un cours de citoyenneté pour remplacer le cours d'Éthique et culture religieuse au primaire et secondaire (2022).
- Annonce d'une immigration entièrement francophone d'ici 2026 (2022) [21].
- La création d'une péréquation universitaire visant à réduire les inégalités entre universités anglophones et francophones (2023) [22].
- Obtention de la part du gouvernement Trudeau de la fermeture du chemin Roxham, l'entrée au pays des demandeurs d'asile se faisant par l'aéroport[23] (2023).
- Interdiction des salles de prières dans les écoles [24] (2023).
- Création d'une filière batterie au Québec (2023).
- Accord avec le gouvernement fédéral sur le projet de loi c-13, qui applique certains éléments de la charte de la langue française aux entreprises à charte fédérale[25] (2023).